# Panthera gombaszoegensis
Panthera gombaszoegensis of Europese jaguar is een uitgestorven katachtige uit het geslacht van de panterkatten. Deze soort leefde tijdens het Pleistoceen in Europa en westelijk Azië. Panthera gombaszoegensis wordt ook wel beschouwd als ondersoort van de jaguar (Panthera onca).

## Vondsten
Panthera gombaszoegensis werd in 1938 door Miklos Kretzoi beschreven als Leo gombaszoegensis op basis van een fossiel uit het Vroeg-Pleistoceen nabij Gombasecká jaskyňa in Slowakije. De oudste vondsten zijn gedaan in het Nederlandse Tegelen en dateren van 2,4 tot 1,7 miljoen jaar gelden. Vondsten uit het Midden-Pleistoceen zijn gedaan in Duitsland, Frankrijk, Engeland, Spanje, Georgië en Tadzjikistan.
Panthera gombaszoegensis leefde tijdens het Vroeg- en Midden-Pleistoceen samen met concurrerende katachtigen als Acinonyx pardinensis, Lynx issiodorensis en de sabeltandkatten Homotherium en Megantereon. Ongeveer 500.000 jaar geleden stierf Panthera gombaszoegensis uit, mogelijk door concurrentie met de leeuw, die circa 600.000 jaar geleden in Europa verscheen.

## Kenmerken
Panthera gombaszoegensis was met zwaargebouwde panterkat en met een gewicht van zeventig tot tweehonderdtien kilogram was de soort groter dan de hedendaagse jaguar. Vermoedelijke prooidieren waren hertachtigen zoals Cervus rhenanus en wilde zwijnen.